# Calytrix gracilis
Calytrix gracilis är en myrtenväxtart som beskrevs av George Bentham. Calytrix gracilis ingår i släktet Calytrix och familjen myrtenväxter. Inga underarter finns listade i Catalogue of Life.